# 黄峤镇
黄峤镇，是中华人民共和国甘肃省白银市平川区下辖的一个乡镇级行政单位。
2016年6月8日，甘肃省民政厅批复同意撤销黄峤乡，设立黄峤镇。

## 行政区划
黄峤镇下辖以下地区：
峤山村、焦口村、神木头村、双铺村、马饮水村、玉湾村和牛拜村。